# Delegació del Govern d'Espanya a Catalunya
La Delegació del Govern d'Espanya a Catalunya és l'òrgan de la secretaria d'Estat de Política Territorial, pertanyent al Ministeri de Política Territorial i Funció Pública d'Espanya, que representa el Govern espanyol a la comunitat autònoma de Catalunya. La delegació se situa al Palau Ramon Montaner, del barri de la Sagrada Família de l'Eixample de Barcelona.
El Govern espanyol disposa d'una residència oficial per als seus delegats situada al carrer de l'Abadessa Olzet, al barri de Pedralbes de la ciutat de Barcelona. Malgrat ser propietat del govern des de 1978, no tots els delegats hi han volgut viure. Joan Rangel i Montserrat García Llovera, ambdós del govern de José Luis Rodríguez Zapatero (PSOE), van preferir mantenir-se a la seva residència.

## Delegats
- 1982-1982: Jacint Ballesté Perarnau
- 1982-1993: Francesc Martí i Jusmet
- 1993-1996: Miguel Solans Soteras[4]
- 1996-2003: Julia García-Valdecasas Salgado
- 2003-2004: Susanna Bouis Gutiérrez[5]
- 2004-2011: Joan Rangel i Tarrés
- 2011-2012: Montserrat García Llovera
- 2012-2016: María de los Llanos de Luna Tobarra[6]
- 2016-2018: Josep Enric Millo i Rocher[7]
- 2018-2022: Teresa Cunillera i Mestres[8]
- 2022-2023: Maria Eugènia Gay i Rosell[9]
- 2023- actualitat: Carlos Prieto Gómez

## Subdelegacions del Govern a Catalunya
Vegeu també: Subdelegació del Govern d'Espanya
L'organisme està dirigit pel subdelegat del Govern, dependent orgànicament del delegat del Govern. La Delegació del Govern compta, al seu torn, amb quatre subdelegacions provincials, amb seu a les respectives capitals provincials: una a la província de Barcelona (amb seu també a la ciutat de Barcelona), una altra a la província de Girona (amb seu a la ciutat de Girona), una altra a la província de Lleida (amb seu a la ciutat de Lleida) i una altra a la província de Tarragona (amb seu a la ciutat de Tarragona).
Els titulars de les Subdelegacions es mencionen a continuació:
- Subdelegació del Govern a Barcelona: María Carmen García-Calvillo Moreno[10]
- Subdelegació del Govern a Girona: Pere Parramon Rubio[11]
- Subdelegació del Govern a Lleida: José Crespín Gómez[12]
- Subdelegació del Govern a Tarragona: Elisabet Romero Álvarez[13]